# Bill Newman (homme politique)
Pour les articles homonymes, voir William Newman.
William Gould Newman (1928-12 octobre 1988) est un homme politique canadien de l'Ontario. Il est député provincial progressiste-conservateur de la circonscription ontarienne d'Ontario-Sud (en), de Durham-Nord et de Durham—York de 1967 à 1981. Il est ministre dans le cabinet du gouvernement de Bill Davis.

## Biographie
Né à Toronto en Ontario, Newman étudie à l'Ontario Agricultural College (en) de Guelph. Il travaille ensuite comme agriculteur dans la région de Pickering.

## Politique
Newman entame une carrière publique en tant que conseiller du canton de Pickering et préfet du comté d'Ontario.
Élu député provincial en 1967 dans Ontario-Sud (en), il est réélu en 1971, dans Durham-Nord en 1975 et dans Durham—York en 1977,.
En février 1974, il devient ministre de l'Environnement (en). Durant son passage à l'Environnement, il est critiqué pour ne pas avoir banni l'usage de bouteilles non consignées et pour ne pas avoir placé de restriction sur l'usage de motoneiges. En octobre 1975, il passe au ministère de l'Agriculture et de l'Alimentation (en). Dans ce ministère, Newman contribue à la création de Foodland Ontario (en) en 1977, programme qui contribue à indiquer les produits provenant de l'Ontario en magasin. Il quitte le cabinet en 1979 en raison de problème d'hypertension et ne se représente pas pour l'élection de 1981.

## Après la politique
En 1981, il siège au conseil d'administration de la Régie des alcools de l'Ontario (LCBO) et également au comité sur le meilleur usage des terres de l'aéroport de Pickering (en).
Newman meurt le 12 octobre 1988 à l'hôpital d'Ajax-Pickering à l'âge de 60 ans.